# 77-я морская стрелковая бригада
77-я отдельная морская стрелковая бригада — общевойсковое тактическое формирование (соединение, стрелковая бригада) ВМФ Вооружённых Сил Союза ССР, принимавшее участие в Великой Отечественной войне.
Сокращённое действительное наименование — 77 оморсб.

## История
Бригада морских стрелков формировалась с 28 октября 1941 года на станции Тихорецкая из моряков Черноморского флота и Севастопольского высшего военно-морского училища, выздоравливающих после ранений бойцов и младших командиров, коммунистов, прошедших военную школу, рядового и младшего начсостава, прошедшего нормальную двух-трёх летнюю службу в Армии из числа разбронированных из народного хозяйства, во исполнение Постановления Государственного Комитета Обороны Союза ССР № 810сс, от 18 октября 1941 года, и на основании приказов НКО СССР № 00110, от 18 октября 1941 года, и командующего СКВО № 00447, от 27 октября 1941 года. Изначально бригада была сформирована как 77-я отдельная стрелковая бригада (77 осбр), переименована в морскую 6 февраля 1942 года, в соответствии с Приказом Наркома Обороны Союза № 0512, от 27 декабря 1941 года.
В действующей армии стрелковое соединение с 5 января по 6 февраля 1942 года как 77-я стрелковая бригада, с 6 февраля 1942 года по 3 июня 1944 года как 77-я отдельная морская стрелковая бригада.
16 декабря 1941 года бригада погрузилась в воинские поезда и через Москву, где бригада получила вооружение, 31 декабря 1941 года переправлена в город Мончегорск, куда начала прибывать с 5 января 1942 года. В начале февраля 1942 года переброшена в Кандалакшу. 14 февраля 1942 года приняла первый бой с финскими частями на кандалакшском направлении. С 20 апреля 1942 года отведена во второй эшелон, была сменена 217-м стрелковым полком 104-й стрелковой дивизии. С 17 мая 1942 года вновь на передовой. Ведёт бои частного характера. С 22 апреля 1943 года по 24 июля 1943 года во втором эшелоне.
3 июня 1944 года переформирована в 341-ю стрелковую дивизию.

## Полное наименование
Полное действительное наименование формирования:
- 77-я отдельная стрелковая бригада[1];
- 77-я отдельная морская стрелковая бригада.

## В составе
| Дата            | Фронт (округ)                   | Армия      | Корпус (группа) | Примечания |
| --------------- | ------------------------------- | ---------- | --------------- | ---------- |
| 01.11.1941 года | Северо-Кавказский военный округ | -          | -               | -          |
| 01.12.1941 года | Северо-Кавказский военный округ | -          | -               | -          |
| 01.01.1942 года | Резерв Ставки ВГК               | -          | -               | -          |
| 01.02.1942 года | Карельский фронт                | 14-я армия | -               | -          |
| 01.03.1942 года | Карельский фронт                | 14-я армия | -               | -          |
| 01.04.1942 года | Карельский фронт                | 14-я армия | -               | -          |
| 01.05.1942 года | Карельский фронт                | 19-я армия | -               | -          |
| 01.06.1942 года | Карельский фронт                | 19-я армия | -               | -          |
| 01.07.1942 года | Карельский фронт                | 19-я армия | -               | -          |
| 01.08.1942 года | Карельский фронт                | 19-я армия | -               | -          |
| 01.09.1942 года | Карельский фронт                | 19-я армия | -               | -          |
| 01.10.1942 года | Карельский фронт                | 19-я армия | -               | -          |
| 01.11.1942 года | Карельский фронт                | 19-я армия | -               | -          |
| 01.12.1942 года | Карельский фронт                | 19-я армия | -               | -          |
| 01.01.1943 года | Карельский фронт                | 19-я армия | -               | -          |
| 01.02.1943 года | Карельский фронт                | 19-я армия | -               | -          |
| 01.03.1943 года | Карельский фронт                | 19-я армия | -               | -          |
| 01.04.1943 года | Карельский фронт                | 19-я армия | -               | -          |
| 01.05.1943 года | Карельский фронт                | 19-я армия | -               | -          |
| 01.06.1943 года | Карельский фронт                | 19-я армия | -               | -          |
| 01.07.1943 года | Карельский фронт                | 19-я армия | -               | -          |
| 01.08.1943 года | Карельский фронт                | 19-я армия | -               | -          |
| 01.09.1943 года | Карельский фронт                | 19-я армия | -               | -          |
| 01.10.1943 года | Карельский фронт                | 19-я армия | -               | -          |
| 01.11.1943 года | Карельский фронт                | 19-я армия | -               | -          |
| 01.12.1943 года | Карельский фронт                | 19-я армия | -               | -          |
| 01.01.1944 года | Карельский фронт                | 19-я армия | -               | -          |
| 01.02.1944 года | Карельский фронт                | 19-я армия | -               | -          |
| 01.03.1944 года | Карельский фронт                | 19-я армия | -               | -          |
| 01.04.1944 года | Карельский фронт                | 19-я армия | -               | -          |
| 01.05.1944 года | Карельский фронт                | 19-я армия | -               | -          |
| 01.06.1944 года | Карельский фронт                | 19-я армия | -               | -          |

## Состав
- управление
- три отдельных стрелковых батальона;
- отдельный артиллерийский дивизион полковых пушек
- отдельный противотанковый батальон
- отдельный миномётный дивизион
- отдельная рота автоматчиков
- разведывательная рота
- рота противотанковых ружей
- взвод ПВО
- отдельный батальон связи
- сапёрная рота
- автомобильная рота
- медико-санитарная рота.
- Отдельный истребительный противотанковый артиллерийский дивизион 45 мм пушек

## Командиры
- Капанадзе, Сеид Аввакумович (03.11.1941 — 01.04.1942), капитан 2-го ранга
- Салтыков, Герман Александрович (01.04.1942 — 26.05.1942), полковник
- Карасёв, Пётр Дмитриевич (с 04.06.1943), полковник
- Обыденкин, Иван Васильевич (21.05.1944 — 02.06.1944), полковник